# Галицька складчастість
Галицька складчастість — те ж саме, що й Байкальська складчастість. Вона завершила тектонічний розвиток геосинкліналі, яка облямовувала Східноєвропейську платформу з півдня та південного заходу.
Байкаліди (галіциди) відслонюються у Мармароському масиві і у вигляді окремих виходів на північному схилі Добруджинської складчасто-брилової системи (Румунія та частково на Одещині).
Байкальські (галицькі) складки неодноразово перебудовувалися пізнішими фазами тектогенезу, зокрема герцинською складчастістю та альпійською складчастістю.
Вони беруть участь у глибинних структурах Карпат і рівнинної частини Криму.
В межах платформенної частини України галицькій складчастості відповідають недислоковані відклади венду та кембрію.